# Fidelity Investments
Fidelity Investments é uma corporação que tem sua origem nos Estados Unidos cuja especialidade são produtos de investimento e serviços. Consiste em duas empresas independentes, que cooperam estreitamente, a Fidelity Management and Research LLC (FMR LLC), fundada em 1946 cuja área de atuação se dá especialmente na América do Norte, e a Fidelity International Limited (FIL), cindida em 1969, servindo o resto do mundo.
Fidelity Investments fornece uma grande variedade de fundos mútuos, distribuidores e conselheiros de investimento, bem como serviços de corretagem de desconto, serviços de reforma, a riqueza de gestão, execução e liquidação de valores mobiliários, seguros de vida e uma série de outros serviços.

Em Seattle, durante o encontro da OMC de 1999, manifestantes de orientação anarquista conhecidos como Black blocs atacaram e vandalizaram agências desta corporação. Em um manifesto lançado na Internet o mesmo grupo assumiu a autoria da ação denunciando ser a Fidelity Investimentes a maior acionista da empresa Occidental Petroleum que por sua vez, através de sua exploração na Colômbia havia se tornado o carrasco do povo indígena U'wa.